# Massimo Donati (cyclisme)
Pour les articles homonymes, voir Donati et Massimo Donati.
Cet article concerne le coureur cycliste. Pour le footballeur, voir Massimo Donati (football).
Massimo Donati (né le 18 janvier 1967 à Santa Maria a Monte, dans la province de Pise en Toscane) est un coureur cycliste italien. 

## Biographie
Professionnel de 1993 à 2002, Massimo Donati a notamment remporté la Coppa Agostoni (1999), les Trois vallées varésines (2000) et le Tour du Latium (2001),,.

## Palmarès

### Palmarès amateur
- 1983
  - Coppa d'Oro
- 1988
  - Gran Premio Chianti Colline d'Elsa
  - Trophée Nicola Pistelli
  - Trophée Alvaro Bacci
  - 2e du Giro del Valdarno
- 1989
  - Gran Premio Montanino
  - Giro delle Valli Aretine
  - 2e de Florence-Viareggio
  - 3e du Giro del Valdarno
- 1990
  - Grand Prix Industrie del Marmo
  - Giro del Montalbano
  - Gran Premio Chianti Colline d'Elsa
  - Coppa Caduti di Puglia
  - 3e de Florence-Viareggio
  - 3e de Florence-San Patrignano
- 1991
  - Giro del Montalbano
  - Coppa Ciuffenna
  - Trofeo Pigoni e Miele
- 1992
  - Freccia dei Vini
  - Piccola Tre Valli Varesine
  - Florence-San Patrignano
  - 2e du Giro d'Oro
  - 3e du Trophée Matteotti amateurs

### Palmarès professionnel
| - 1994 - 6e étape du Tour de Catalogne - 1995 - GP Sanson - 1re étape de la Semaine bergamasque - 2e du Tour d'Émilie - 3e du Tour de Vénétie - 3e de la Coppa Placci - 6e du Grand Prix de Zurich - 1996 - 2e épreuve du Trofeo dello Scalatore - 3e du Trofeo dello Scalatore - 3e des Trois vallées varésines - 1997 - 2e de la Route du Sud - 1998 - 4e étape du Tour d'Autriche - 2e étape du Tour des Pouilles - Trofeo dello Scalatore : - Classement général - 1re et 3e épreuves - 2e du Trophée Pantalica - 2e du Grand Prix de l'industrie et du commerce de Prato - 2e du Tour d'Émilie - 2e du Tour des Pouilles - 3e de la Coppa Placci - 3e du Tour de Toscane | - 1999 - Grand Prix de la ville de Camaiore - Coppa Agostoni - 3e épreuve du Trofeo dello Scalatore - 2e du Tour d'Émilie - 3e du Trofeo dello Scalatore - 2000 - Trois vallées varésines - 1re épreuve du Trofeo dello Scalatore - 2e du Trophée Matteotti - 2001 - Tour du Latium - 3e du Giro del Mendrisiotto - 2002 - 2e du Trophée Matteotti |  |

## Résultats sur les grands tours

### Tour de France
4 participations
- 1995 : 72e
- 1996 : 70e
- 1998 : 50e
- 2002 : abandon (17e étape)

### Tour d'Italie
5 participations
- 1995 : abandon
- 1996 : 48e
- 1997 : 38e
- 1999 : 47e
- 2000 : 53e

### Tour d'Espagne
2 participations
- 1993 : abandon
- 1994 : 46e